# Stephen Raskovy
Stephen István Raskovy, OAM (* 25. November 1936 in Budapest, Ungarn; † 31. Mai 2021) war ein australischer Ringer.

## Biografie
Stephen Raskovy wurde in Ungarn geboren und begann dort bereits mit dem Ringen. Mit dem Ungarischen Volksaufstand im November 1956 floh er vor den sowjetischen Truppen nach Österreich. Während eines einjährigen Aufenthalts in einem Flüchtlingslager bot Raskovy Ringer-Trainingsstunden an. Nach seiner Zeit im Flüchtlingslager fand er in Australien eine neue Heimat. Er gewann sieben australische Meisterschaften und nahm an den Olympischen Sommerspielen 1964 im Mittelgewicht des Griechisch-römischen Stils teil. Nach einer Niederlage gegen den Türken Yavuz Selekman konnte er Fernando García von den Philippinen besiegen, ehe er nach einer weiteren Niederlage in der dritten Runde gegen Jiří Kormaník aus der Tschechoslowakei ausschied. Trotz einer im Training ausgekugelten Schulter belegte er im Endklassement den neunten Platz.
Mitte der 1960er Jahre war der gelernte Elektriker unzufrieden mit seinem Beruf und begann als Trainer zu arbeiten. Zwischen 1969 und 2004 war er als Ringrichter bei internationalen Wettkämpfen aktiv. 
1986 wurde Raskovy für seine Verdienste im Ringen mit der Medaille des Order of Australia ausgezeichnet.